# Ондиран
Ондиран (фр. Andiran) насеље је и општина у југозападној Француској у региону Аквитанија, у департману Лот и Гарона која припада префектури Нерак.
По подацима из 2011. године у општини је живело 214 становника, а густина насељености је износила 21,64 становника/km². Општина се простире на површини од 9,89 km². Налази се на средњој надморској висини од 104 метара (максималној 123 m, а минималној 43 m).

## Демографија
| 1962. | 1968. | 1975. | 1982. | 1990. | 1999. | 2011. |
| ----- | ----- | ----- | ----- | ----- | ----- | ----- |
| 275   | 289   | 251   | 233   | 219   | 226   | 214   |

График промене броја становника у току последњих година